# Zerbst
Zerbst (Serbišćo en sorabo) es una ciudad en el distrito de Anhalt-Bitterfeld, en Sajonia-Anhalt, Alemania. Hasta la reforma administrativa en 2007, Zerbst era la capital del anterior distrito de Anhalt-Zerbst.

## Geografía
Zerbst está situada en la región de Anhalt-Wittenberg, con su centro de ciudad localizado en el río Nuthe a unos 13 km (8.1 millas) al nordeste del Elba, hasta la mitad entre Magdeburgo y Wittenberg.
El 1 de enero de 2010 se reforma el gobierno local, las 21 comunidades anteriormente independientes de la dispersa Verwaltungsgemeinschaft (mancomunidad municipal) Elbe-Ehle-Nuthe quedan incorporadas en un municipio. Zerbst cuenta con aproximadamente 24.000 habitantes y, unos 467.65 km² (180.56 sq mi), es la quinta ciudad más grande en Alemania por tamaño. La actual área municipal discurre desde el Río Elba, por el suroeste, hasta Fläming y la frontera estatal con Brandeburgo en el nordeste.

## Historia
En el siglo VIII el área oriental del Elba fue poblada por eslavos polabios (Sorbios). Parte de la región limita con la región sajona adyacente en torno a Magdeburgo en el oeste, fue incorporado al gau Ciervisti de la Marca Sajona Oriental (Marca Geronis) hacia el 937 durante el Ostsiedlung alemán.

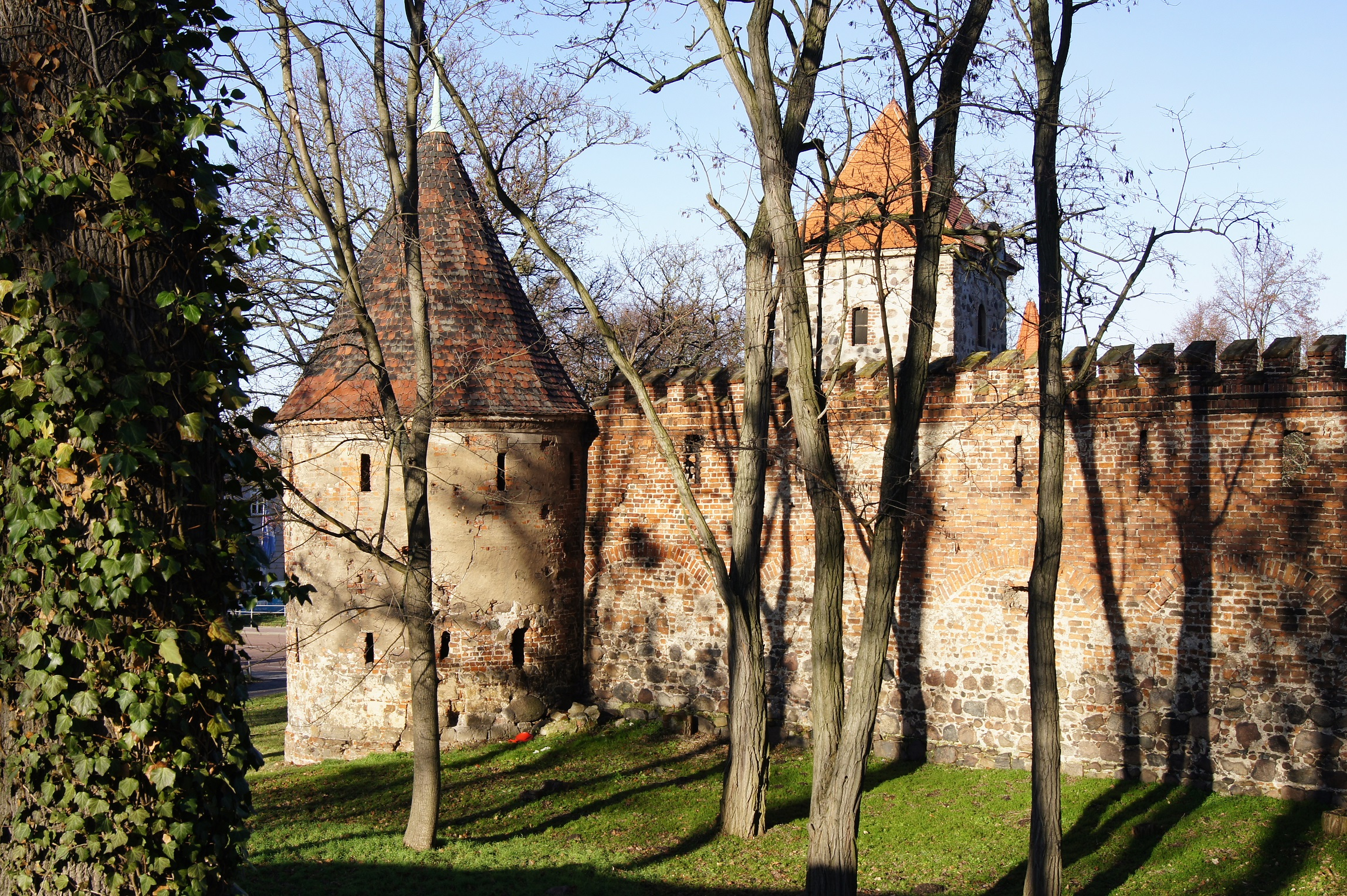
Muralla de la ciudad

No está claro cuándo se fundó Zerbst; aun así, el nombre Ciervisti mencionado ya a inicios de 949 puede referirse a un fortalecido asentamiento eslavo. Las crónicas del Príncipe-Obispo Thietmar de Merseburg registraron las primeras menciones de una ciudad como Zirwisti urbs en 1018, dando cuenta de la ocupación por el duque polaco Bolesłao I de Polonia durante la guerra germano-polaca con el rey Enrique II en 1007. En los albores del siglo XII el gobernante ascano Alberto el Oso tuvo que reconstruir la fortaleza, y el poblamiento adyacente fue inicialmente reforzado con murallas hacia 1250.
En 1307 el príncipe Alberto I de Anhalt adquirió la ciudad de Zerbst de la familia condal Barby, iniciando un largo gobierno secular de la principesca Casa de Anhalt ascana. Sus descendientes continuaron gobernando el Principado de Anhalt-Zerbst hasta que en 1396 quedó dividido entre Príncipe Segismundo I y su hermano Alberto IV, y la residencia fue trasladada a Dessau.
En 1375 la Zerbster Bitterbier aparece por primera vez mencionada.[¿dónde?] Durante la Edad Media la ciudad tuvo cerca de 600 cervecerías.
Durante la Reforma Zerbst se convirtió en un centro calvinista. De 1582 a 1798 el Francisceum Gymnasium Illustre fue una importante universidad calvinista. De 1603 a 1793 Zerbst fue de nuevo la residencia de los príncipes de Anhalt-Zerbst, cuya dominio incluía, entre otros, también el Señorío de Jever en la Frisia oriental. De 1722 a 1758, el compositor barroco Johann Friedrich Fasch residió allí y estuvo empleado como compositor de la corte y más tarde como maestro de capilla. Para honrar su memoria, los festivales de Fasch han tenido lugar en la ciudad desde 1983.
En 1745 la princesa Sophie Auguste Friederike von Anhalt-Zerbst se casó con Peter de Holstein-Gottorp, supuesto heredero al trono ruso, hasta que Catalina la Grande se autoproclamó como emperatriz de Rusia desde el 9 de julio de 1762 hasta el 17 de noviembre de 1796.
En 1797 Zerbst pasó a ser parte del principado de Anhalt-Dessau.

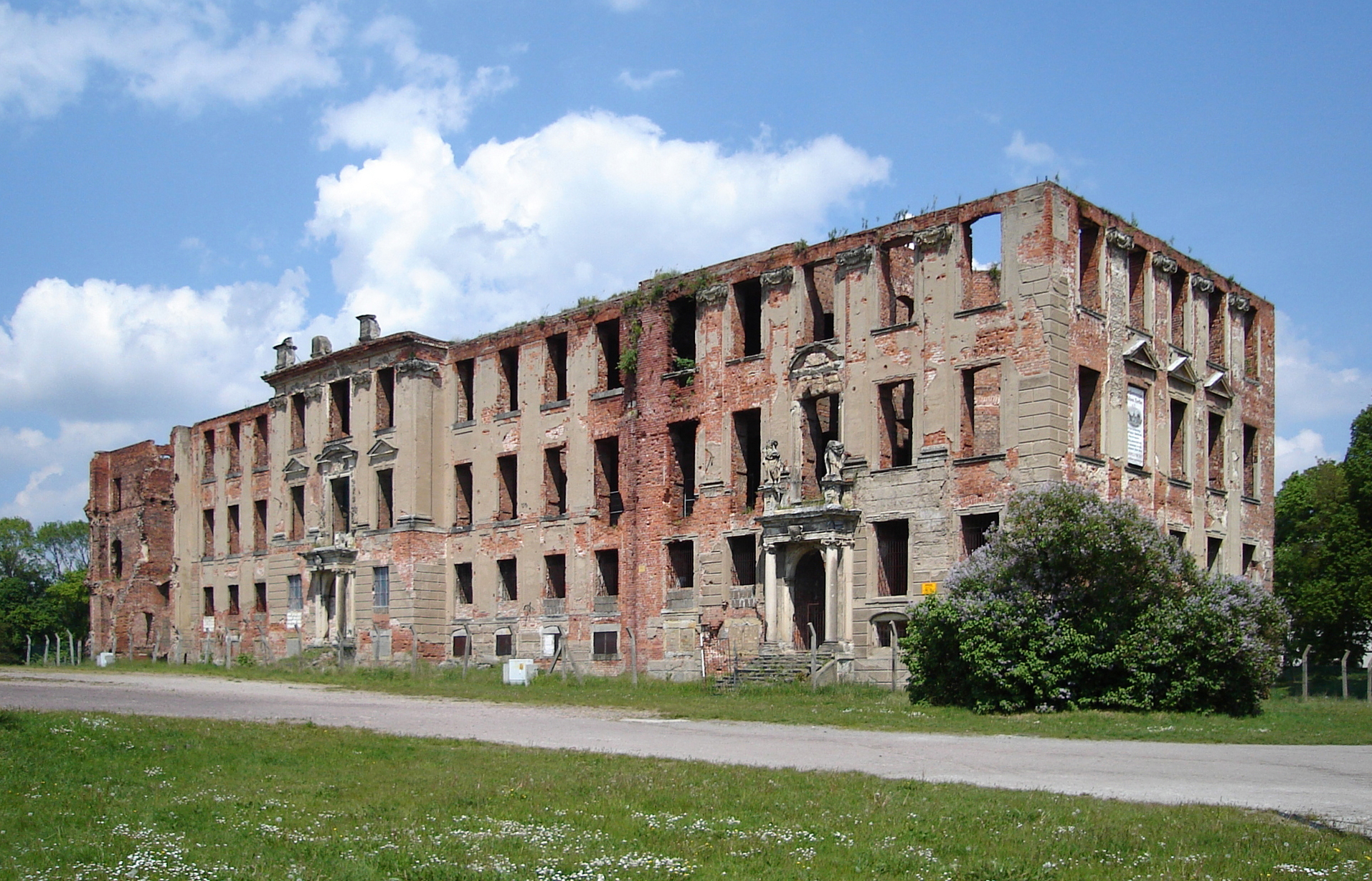

Entre 1891 y 1928 un tranvía de tracción equina operó en Zerbst. Fue uno de los más antiguos en funcionamiento entre tales tranvías en Alemania.
Hacia finales de la Segunda Guerra Mundial un campamento nazi de trabajo estuvo operando en el límite del aeródromo militar, albergó los llamados "híbridos de primer grado" y "Jüdisch Versippte" (es decir, personas con algo de sangre judía, lo suficiente en términos nazis para justificar maltrato pero no lo bastante para exterminarlos). Unos 700 internos de allí fueron empleados para duros trabajos en carreteras y construcción de aeropuertos así como para cavar en la turba.
El 16 de abril de 1945 –justo unas cuantas semanas antes de la rendición final de Alemania Nazi– un ochenta por ciento de Zerbst quedó destruida por un ataque aéreo aliado.
La Ciudad Antigua fue reconstruida en las décadas siguientes con un cambio fundamental del paisaje urbano, sólo algunas de las estructuras históricas se preservaron.
El 1 de julio de 2006 la ciudad de Zerbst fue rebautizada como Zerbst/Anhalt. Un año más tarde, el 1 de julio de 2007, la ciudad de Zerbst/Anhalt quedó incorporada, junto a otros municipios del distrito administrativo de Zerbst, al renovado distrito administrativo Anhalt-Bitterfeld con su capital en Köthen.

## Consejo local
Elecciones de mayo de 2014
| CDU        | Wählergruppen (Asociaciones de votantes) | SPD       | El Izquierdo | FDP       | Alianza 90/Los Verdes | Total      |
| ---------- | ---------------------------------------- | --------- | ------------ | --------- | --------------------- | ---------- |
| 10 escaños | 10 escaños                               | 5 escaños | 5 escaños    | 4 escaños | 2 escaños             | 36 escaños |

## Alcalde
- Desde julio de 2012: Andreas Dittmann (SPD)

- 1990-2012: Helmut Behrendt (FDP)

## Personas notables

Catherine II (@1780s)

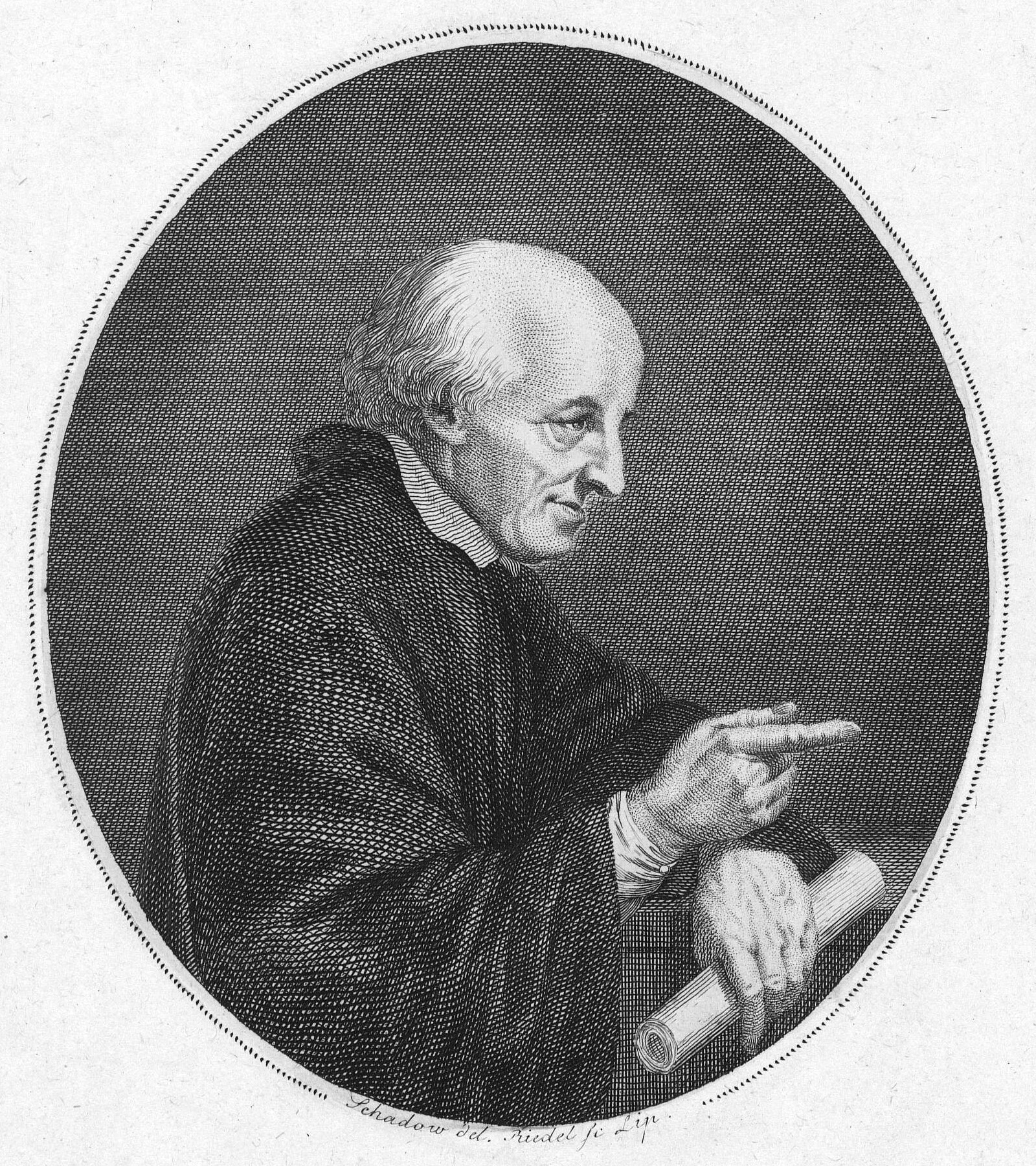
Carl Friedrich Christian Fasch 1769

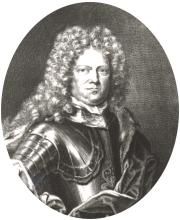
Karl, Príncipe de Anhalt Zerbst

- Catalina la Grande, (1729–1796), Emperatriz de Rusia
- Peter Hagendorf, (datos exactos de vida desconocidos), mercenario en la Guerra de los Treinta Años, posiblemente nacido en Zerbst
- Carlos, Príncipe de Anhalt-Zerbst (1652–1718), príncipe reinante durante 44 años
- Juan Augusto, Príncipe de Anhalt-Zerbst (1677–1742), príncipe reinante
- Johann Friedrich Fasch (1688–1758), compositor
- Carl Friedrich Christian Fasch (1736–1800), compositor y clavecinista
- Heinrich Ritter (1791–1869), filósofo
- Jenny Hirsch (1829–1902), autor y reformista
- Paul Kummer (1834–1912), ministro, profesor, y científico
- Karl Ludwig Schröder (1877–1940), guionista y agente de cine
- Leopold Bürkner (1894–1975), Vicealmirante en la Segunda Guerra Mundial, fugazmente Jefe de protocolo del gobierno de Karl Dönitz en 1945
- Siegfried Fink (1928–2006), percusionista, compositor y profesor
- Detlef Raugust (Nacido en 1954), futbolista
- Ute Rührold (Nacido en 1954), deportista de luge
- Uwe Ampler (Nacido en 1964), ciclista

## Véase también

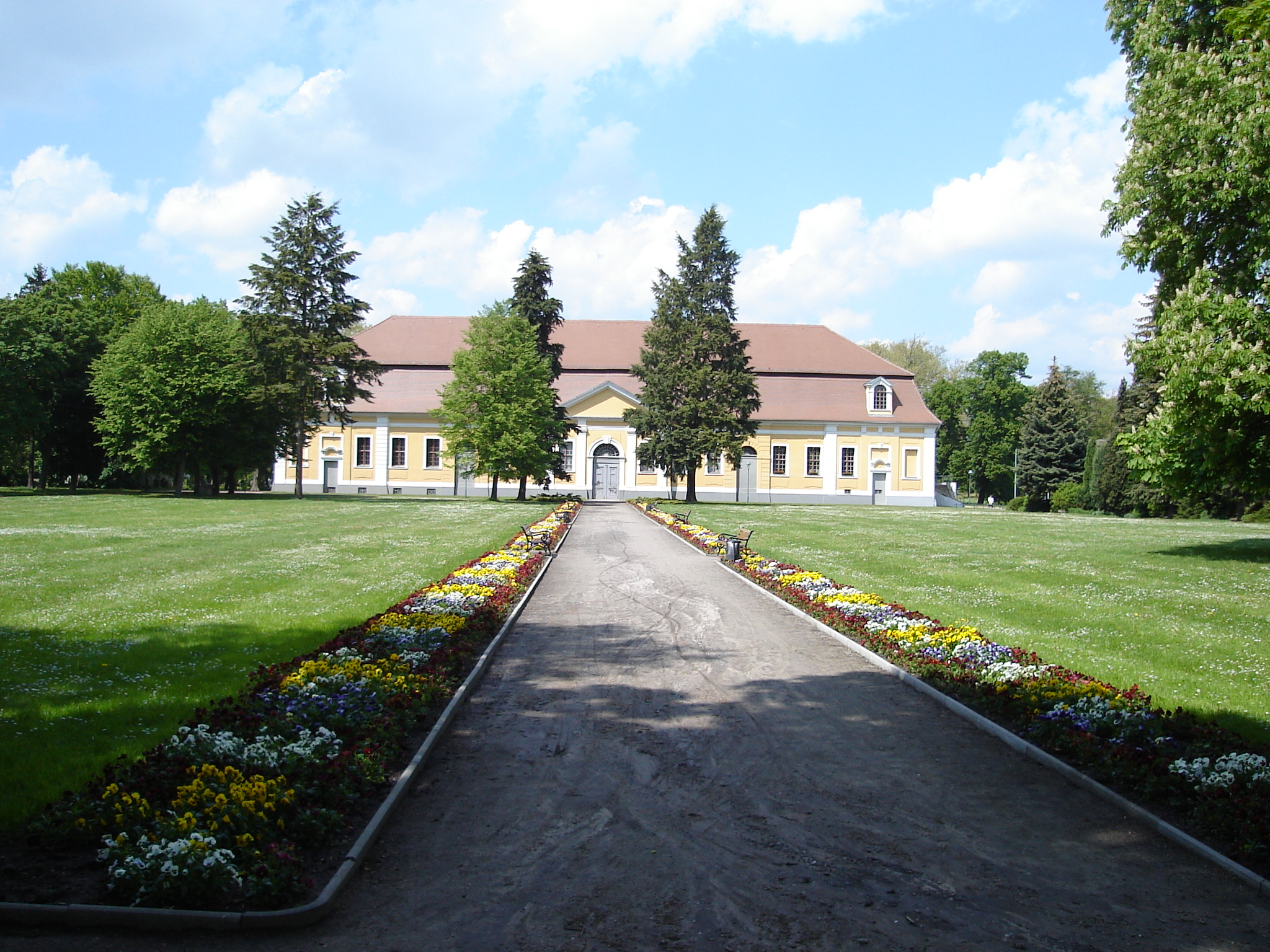
Zerbst Ayuntamiento